# Alex Jacobowitz
Alex Jacobowitz (New York, 19 maggio 1960) è un musicista statunitense.
Musicista con formazione classica, si esibisce come artista di strada suonando marimba e xilofono.

## A New York
Negli anni 1980 e 1990 ha suonato a New York, in particolare all'interno del programma di Lincoln Center "Meet the Artist", Yeshiva University, Zabar's, Central Park, presso la sinagoga di 84ª Street, International House, New York Hilton, Metropolitan Museum of Art e durante la rassegna "Sideshows by the Seashore" a Coney Island. È stato un Official Street Performer presso South Street Seaport in Lower Manhattan, membro di Musicians Under New York e Young Audiences of Rochester. Si è esibito per Arts Councils and Imagination Celebrations in tutto lo Stato di New York. Ha suonato per Entertainment Tonight, ed è stato artista residente presso Artpark a New York e Holland Village in Giappone.

## In Europa
Nel 1991 si è trasferito in Europa, stabilendosi a Berlino e lavorando principalmente in Germania. Nel 1994 ha iniziato a studiare la musica strumentale tradizionale ebraica (klezmer) con Giora Feidman. Nel 1997 ha conosciuto il gruppo Brave Old World durante un concerto, e ha cominciato a studiare sotto la guida di Alan Bern, loro direttore musicale. Nel 1998 ha descritto le sue esperienze di musicista di strada nel volume A Classical Klezmer: Travel Stories of a Jewish Musician.
Jacobowitz ha suonato musica classica e ebraica tradizionale alla TV tedesca (Das Erste, ZDF, ARD), facendo concerti anche in Ungheria, Israele, Italia, Lussemburgo, Corea del Sud, Polonia, Portogallo, Svizzera, Russia e Ucraina. Nel 2006 è stato invitato a partecipare al Busker's Festival a Ferrara (Italia) e ha partecipato ai festival musicali a Gerusalemme, Schleswig-Holstein, Safed, Krakow, Fürth, Bamberg, nelle varie sinagoghe in Germania, inclusa la sinagoga di Oranienburgerstrasse a Berlino, Casa Chabad a Praga, Geneva, Zurigo, presso il Museo Ebraico di Francoforte a Francoforte sul Meno, Hackescher Hof theater a Berlino, Kibbutz Nahal Oz, Kibbutz Ma'ale HaHamisha e presso l'insediamento Mitzpe Yericho.
Suonando musica ebraica, ha partecipato negli ultimi anni ai seguenti festival:
- Festival Nessiah di Pisa, su nessiah.it. URL consultato il 29 dicembre 2021 (archiviato dall'url originale il 18 febbraio 2013). (Italia, 2011)
- Shir Madness festival di Sydney (Australia, 2010)
- Festival di Cultura Ebraica di Varsavia (Polonia, 2012)
- Festival della cultura Ebraica di Trondheim (Norvegia, 2012)
- Paul Spiegel FilmFest Düsseldorf (Germania, 2012)
- Jewish Film Festival di Budapest (Ungheria, 2012)

Ha suonato musica klezmer con Neshoma Orchestra di Shelly Lang (NYC), Jerusalem Symphony Orchestra e Berlin Kammerphilharmoniker. Dal 2010 esegue musica klezmer in duetto con il violinista Yona (Stas) Rayko nei vari festival di cultura ebraica europei.

## Premi
Ha ricevuto il premio Meet the Composer. Il suo album Art of Xylos è stato pubblicato nel 2002 da Sony-BMG con l'etichetta Arte Nova, ed è stato nominato per l'Echo Prize nella categoria crossover. Ha vinto concorsi a Montreal (1981), Lucerna (1994), Ludwigsburg (2004) e Osnabrück (2007).

## Registrazioni
- ¡Marimba! - Bach, Beethoven, Couperin. Analogue. (1986)
- Aria - Classical works by Bach, Beethoven, Mozart, Scarlatti, Albéniz, Tárrega. Digital. (1995)
- The Art of Touching Wood - the music of J.S. Bach. Digital. (1996)
- Spanish Rosewood - the music of Spain: D. Scarlatti, Granados, Tárrega, Albéniz, etc. Digital (1997)
- Etz Chaim (Tree of Life) - Jewish traditional: Synagogue music, Yiddish and Israeli songs, klezmer. Digital (1998)
- The Art of Xylos - de Falla, J.S. Bach, Tárrega, Mussorgsky, Schumann, Beethoven, Mozart, Satie ecc. Surround (2002) BMG Entertainment
- Fantasy - the music of J.S. Bach. Surround (2006)

## Partecipazione ai film
- Heavenly Sounds (צלילים לאלהים) - reg. Idit Gideon, Channel 2, 1991, Israele
- Spielmänner - Bayerischer Rundfunk, 1995, Germania
- Denk ich an Deutschland...: Ein Fremder - reg. Peter Lilienthal, 2001, Germania
- Magic Marimbas - reg. Eveline Hempel, Mitteldeutscher Rundfunk, 2003, Germania
- Klezmer on Fish Street - reg. Yale Strom, indipendente, 2004, USA
- Da Spielt die Musik - reg. Benedikt Kuby, Bayerischer Rundfunk, 2005, Germania
- Auf jüdischem Parkett - reg. Esther Slevogt e Arielle Artsztein, Zweites Deutsches Fernsehen, Germania, 2005
- Klezmer in Germany - reg. Caroline Goldie e Krzysztof Zanussi, BBC, WDR, TV Ceca, Inghilterra & Germania, 2007
- Jewish Blues - reg. - Marian Marzynski, PBS, USA, 2011
- Married to the Marimba - reg. Alan Rosenthal & Larry Price, indipendenti, Israele, 2011
- Held der Strasse - reg. Sigrid Faltin, SWR, Televisione Tedesca, luglio 2012